# 이한장
이한장(李瀚章, Li Hanzhang, 1821년 ~ 1899년)은 청나라 조정의 관료이다. 자는 소천(筱泉), 안후이성 허페이(合肥) 출신으로 이문안(李文安)의 장남으로, 이홍장, 이학장, 이온장, 이봉장, 이소경(李昭慶)의 형이다.

## 생애
공생(貢生) 때 지현에 발탁되어 증국번이 상군을 조직하여 식량의 수송을 담당하고 강서성 길남공녕도(吉南贛寧道), 광동 감량도, 광동 안찰사, 광동 포정사를 역임했다.
1865년 동치 4년, 호남순무에 임명되었다. 당시 태평천국의 이세현이 복건성을 거쳐 강소성에 침입하자, 후난성을 엿보고 있으며, 귀주성의 묘족 봉기군도 후난성 침입을 반복했다. 이한장은 전 강소성 안찰사 진사걸(陳士杰)을 침주에 파견하여 태평천국군의 침입을 방지하였고, 전 운남 안찰사 조환련을 악주(岳州)에 파견하여 병사의 반란을 막았다. 한편, 귀주성과 성의 경계에는 총군사 주홍인(周洪印)을 파견했다. 주홍인은 귀주 포정사 조침(兆琛)과 협력하여 묘족군을 무찔렀다.
1867년 동치 6년에 호광총독 대리가 되었고, 1870년 동치 9년에는 호광총독이 되었다. 이한장은 온화한 성격으로 민정도 잘 숙지하고 있었고, 백성들의 평안함에 힘섰다. 1882년 광서 8년, 어머니의 죽음으로 고향으로 돌아가 1888년 광서 14년에 조운총독으로 다시 기용되었으나 잠시 후 양광총독으로 이동되었고, 해방론(海防論)을 주창했다.
사후, 근각(勤恪)이라는 시호가 주어졌다.

## 참고자료
- 청사고(清史稿), 447권, 열전 234